# Axel Otto Lindfors
Axel Otto Lindfors, född 8 november 1852 i Lund, död 18 augusti 1909 i Düren (Rhenprovinsen), var en svensk läkare och universitetslärare, sonson till filologen Anders Otto Lindfors, far till bokförläggaren Torsten Lindfors och farfar till skådespelerskan Viveca Lindfors. Dessutom var han på grund av gemensam härstamning från släkten Åkerfelt avlägsen släkting till August Strindberg.
Lindfors blev student vid Lunds universitet 1872, medicine licentiat vid Karolinska institutet i Stockholm 1881, medicine doktor och docent inom medicinska fakulteten i Lund 1882 och professor i obstetrik och gynekologi vid Uppsala universitet 1893. 
Han offentliggjorde en stor mängd uppsatser och avhandlingar i sitt ämne, dels som särskilda arbeten, dels i form av tidskriftsartiklar. Till Linnéfesten 1907 utgav han enligt uppdrag av medicinska fakulteten i Uppsala Linnés dietetik. 
Han gjorde sig känd även som vitter författare och utgav Två dikter (1880, varav den ena, "En sommarsaga", 1874 belönts med Svenska akademiens mindre pris), Smärre dikter (1887) och Sägner och bilder (1898).
Lindfors är begravd på Norra kyrkogården i Lund.